# ミゲル・アンヘル・ルッソ
ミゲル・アンヘル・ルッソ（Miguel Ángel Russo, 1956年4月9日 - ）は、アルゼンチン・ラヌース出身の元同国代表サッカー選手、現サッカー指導者。現役時代のポジションはミッドフィールダー。

## 経歴

### 選手

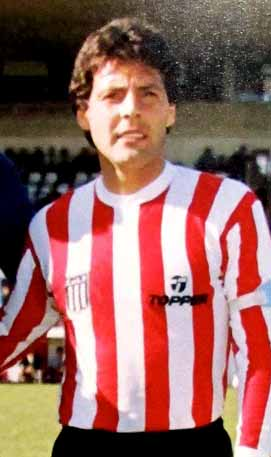
現役選手時代（1984年）

1975年にエストゥディアンテス・デ・ラ・プラタからデビューし、1988年の現役引退まで選手生活のすべてをエストゥディアンテスに捧げた。守備的ミッドフィールダーとしてチームを安定させ、1982年から1983年にはリーグ連覇を果たした。カルロス・ビラルド監督によって1986 FIFAワールドカップ・南米予選に招集されたが、度重なる負傷によってメキシコでの本大会行きが妨げられ、アルゼンチンの優勝をメンバーとして祝うことはできなかった。

### 指導者
1989年にプリメーラB・ナシオナル（2部）のCAラヌース監督に就任して指導者としての道を歩み始め、ラヌースと1992年から指揮した古巣エストゥディアンテスではともにプリメーラ・ディビシオン（1部）昇格を果たした。1990年代後半にはチリのウニベルシダ・デ・チレ、スペインのUDサラマンカ、メキシコのモナルカス・モレリアなど、アルゼンチン国外のクラブでも采配を振るった。CAベレス・サルスフィエルドを率いていた2005年6月、指導者として初めてリーグ優勝を果たした。2006年12月15日、リカルド・ラ・ボルペ監督の後任としてボカ・ジュニアーズ監督に就任した。ルッソの指揮で2007クラウスーラでは2位となり、同年のコパ・リベルタドーレスでは優勝を果たした。2009年のコパ・リベルタドーレスでサン・ルイスFCに敗れて敗退が決定すると、2009年4月9日に辞任の決断を発表した。4月15日、5試合を指揮しただけでクラブを離れたレイナルド・メルロの後任としてCAロサリオ・セントラル監督に就任したが、わずか2ヶ月後の7月14日、ロサリオ・セントラル監督を辞任した。2011年6月21日、ラシン・クルブの監督を辞任してわずか1週間後、エストゥディアンテスと契約を結んだ。1995年に退任して以来2度目の監督就任であった。CDゴドイ・クルスに敗れた後の11月6日、14試合で勝ち点10しか挙げられずに最下位脱出に失敗していたルッソは就任からわずか5ヶ月で辞任した。
2016年12月、カテゴリア・プリメーラAのミジョナリオスFCに指揮官として招聘された。

## タイトル

### 選手
エストゥディアンテス
- プリメーラ・ディビシオン : 1982メトロポリターノ, 1983ナシオナル

### 指導者
ラヌース
- プリメーラB・ナシオナル : 1991-92

エストゥディアンテス
- プリメーラB・ナシオナル : 1994-95

ベレス
- プリメーラ・ディビシオン : 2005クラウスーラ

ボカ・ジュニアーズ
- コパ・リベルタドーレス : 2007

ロサリオ・セントラル
- プリメーラB・ナシオナル : 2012-13

ミジョナリオス
- カテゴリア・プリメーラA : 2017フィナリサシオン